# Великий і Малий ліс (заказник)
Вели́кий і Мали́й ліс — ботанічний заказник місцевого значення в Україні. Розташований у межах Миргородського району Полтавської області, на південь від села Велика Обухівка. 
Площа 90 га. Статус присвоєно згідно з рішенням облради від 27.10.1994 року. Перебуває у віданні: ДП «Миргородський лісгосп» (Гоголівське л-во, кв. 10, 11, 96 [вид. 2-10]) та Великообухівська сільська рада (15,8 га). 
Статус присвоєно для збереження частини лісового масиву на правобережжі річки Псел. У деревостані переважають дуб, клен, ясен.